# SN 1989M
SN 1989M – supernowa typu Ia w galaktyce M58. Odkrył ją G.N. Kimeridze 28 czerwca 1989 roku.
W momencie odkrycia miała jasność 12,2m. Była to wartość bliska maksimum.
SN 1989M rozbłysła około 33" na północ i 44" na zachód od centrum M58.